# RusHydro
RusHydro (sprva: Hydro-OGK, rusko РусГидро) je rusko podjetje, ki operira s hidroelektrarnami. Leta 2012 je imelo podjetje 34,9 GW kapacitet in je drugo največje hidroelektrično podjetje na svetu. Podjetje je bilo ustanovljeno leta 2004, sedež je v Moskvi.